# Nationaal park Kluane
Het nationaal park Kluane (Engels: Kluane National Park and Reserve) ligt in het zuidwesten van het territorium Yukon in Canada. Het park, dat is opgericht in 1972, omvat 5.900 km² en het Reserve, opgericht in 1976, omvat 16.113,3 km². Ze hebben samen een oppervlakte van zo'n 22.000 km². In het park ligt Mount Logan, met zijn bijna 6000 meter de hoogste berg van Canada. Het landschap van het park wordt gedomineerd door bergen en gletsjers.
Nationaal Park Kluane is, samen met Wrangell-St. Elias, Glacier Bay en Tatshenshini-Alsek, opgenomen op de Werelderfgoedlijst van UNESCO.